# Cessna Citation
Cessna Citation – duża rodzina amerykańskich samolotów dyspozycyjnych, produkowanych przez firmę Cessna. 
Powstało wiele różnych wersji samolotu, znacznie się od siebie różniących. Pierwszym samolotem należącym do tej rodziny była Cessna 500, znana później jako Cessna Citation I, oblatana 15 września 1969.

## Wersje
- Cessna 500 - Citation I
- Cessna 501 - Citation I/SP
- Cessna 510 - Citation Mustang
- Cessna 550 - Citation II
- Cessna 551 - Citation II/SP
- Cessna S550 - Citation S/II
- Cessna 550 - Citation Bravo
- Cessna 560 - Citation V
- Cessna 560 - Citation Ultra
- Cessna 560 - Citation Encore
- Cessna 650 - Citation III
- Cessna 750 - Citation X
- Cessna 560XL - Citation Excel
- Cessna 525 - CitationJet
- Cessna 680 - Citation Sovereign
- Cessna 850 - Citation Columbus
- Cessna Citation Longitude